# Kikkerbeet

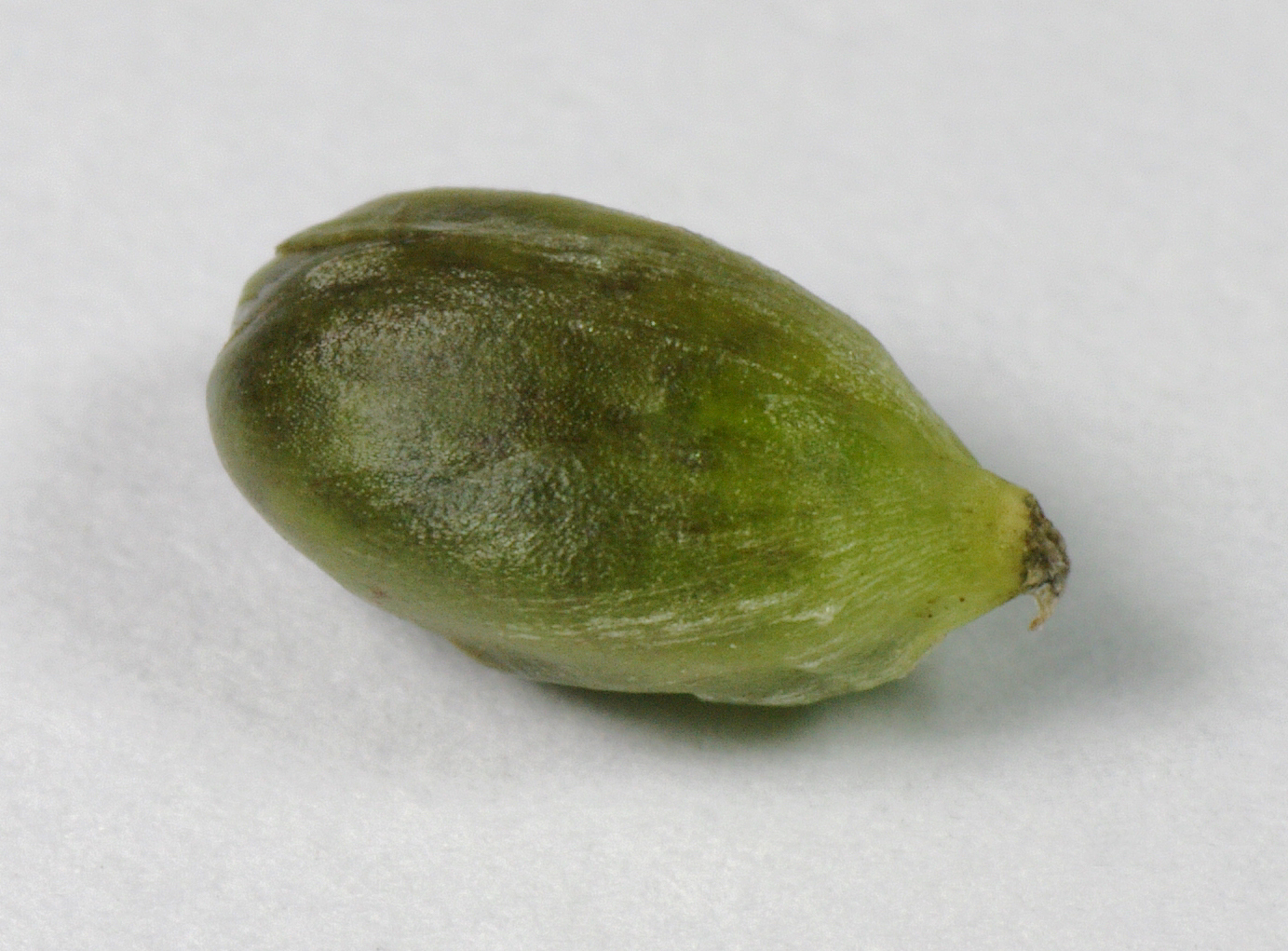
Overwinteringsknop

Kikkerbeet (Hydrocharis morsus-ranae) is een overblijvende waterplant die behoort tot de waterkaardefamilie (Hydrocharitaceae). De plant komt vrij algemeen voor in laagveengebieden in Nederland maar is daarbuiten en in Vlaanderen vrij tot zeer zeldzaam. Tevens wordt de plant in siervijvers en in aquaria gebruikt.

## Uiterlijke kenmerken
Kikkerbeet wordt 15-40 cm lang en heeft breekbare stengels. De plant vormt 5-20 cm lange uitlopers waar aan het eind weer een nieuwe plant gevormd wordt. Hierdoor ontstaan drijvende plaggen. De wortels, die de grond niet raken, nemen de voedingsstoffen uit het water op. De drijvende, cirkelvormige, 2-7 cm grote bladeren hebben een hartvormige voet. De doorschijnende steunblaadjes zijn ongeveer 2 cm lang en 1 cm breed.

## Voortplanting
Kikkerbeet bloeit van juni tot augustus met witte, 1,5-3 cm grote bloemen. Twee tot vijf mannelijke bloemen staan bij elkaar in een gevorkt bijscherm met twee bloemscheden, terwijl de vrouwelijke bloemen meestal solitair in een bloemschede staan.
De vrucht is een circa 1 cm grote, ronde bes. De vegetatieve vermeerdering door uitlopers en winterknoppen is veel belangrijker dan via zaad.
In de herfst sterven de bladeren en stengels af en worden circa 1 cm lange, zetmeelrijke overwinteringsknoppen (turionen) gevormd, die van de moederplant loslaten en naar de bodem zinken. In het voorjaar stijgen ze weer naar de oppervlakte en ontwikkelen zich tot nieuwe planten.

## Verspreiding en biotoop
De plant komt voor in ondiep, stilstaand of licht stromend water dat (matig) voedselrijk is. De ondergrond varieert van veen en rivierklei tot zand en leem. Kikkerbeet kan onder meer worden aangetroffen in brede sloten, veenplassen, rivierarmen en brakke wateren.
In Nederland is de soort algemeen in laagveengebieden en op sommige plaatsen in het rivierengebied, maar daarbuiten vrij tot zeer zeldzaam. Ook in België is de soort vrij tot zeer zeldzaam.
Buiten Nederland en België komt de soort ook voor in andere delen van Europa, delen van West- en Midden-Azië en Noord-Amerika.

## Aquaria en siervijvers
Kikkerbeet wordt uitstekend geschikt geacht voor aquaria, riparia en siervijvers. Omdat de bladeren drijven wordt koolzuur direct aan de atmosfeer onttrokken en niet aan het water. Daarnaast vangen de bladeren zonlicht weg en temperen zo algengroei.

## Naamgeving
De geslachtsnaam Hydrocharis bestaat uit de Oudgriekse woorden ὕδωρ (hudōr): water, en χάρις (charis): sieraad of gratie, en verwijst naar de fraaie vorm van de bloem. De naam kikkerbeet is een vertaling van het Latijnse morsus: beet, en rana: kikker. Deze naam zou verwijzen naar de scherp eindigende toppen van de worteluitlopers - net alsof ze afgebeten zijn - of naar de diepe insnijding van de bladen, die ook doet denken aan kikkervraat. Andere volksnamen als het Friese Kikkerbloem verwijzen eveneens naar de kikker. Vanwege de gelijkenis van de bladen met munten zijn er ook namen die daarop duiden, zoals Duit(en)blad. In Vlaanderen gebruikt men wel de naam Geld op ’t water.